# Улица Орджоникидзе (Сочи)
У́лица Орджоники́дзе — улица в центральной части Сочи — в Центральном микрорайоне Центрального района города Сочи, Краснодарский край, Россия.

## Расположение
Проходит в пологой, ровной местности высокого берега моря. Расположена между улицами Москвина и Театральной. Отличается высокой стоимостью земли и недвижимости.

## История

Здание расчётно-кассового центра (быв. Казначейство)

Главная улица старого интеллигентского района Сочи. Сформировалась во 2-й пол. XIX века, ранее называлась Московская. Здесь располагалось большинство государственных учреждений города, в том числе Общественное собрание.

## Достопримечательности

### Примечательные дома
- № 1 — собор Михаила Архангела (Сочи) и Крестильный храм Иверской иконы Божией Материю На храмовой территории установлен бюст Николаю II.
- № 2 — Расчётно-кассовый центр. Бывшее Казначейство. Постройка 1912—1913 годов. Архитектор А. Я. Буткин. В 1996 году историческое здание заменено на новодел со значительным расширением площади. Автор нового проекта О. Ф. Козинский. Памятник архитектуры регионального значения.
- № 5 — концертный зал «Фестивальный»
- № 6 — Луна-парк
- № 8 — Станция юных туристов. Бывший дом князя Ф. Ф. Юсупова. Начало XX века. Памятник архитектуры регионального значения.
- № 9 — Санаторий имени Мориса Тореза (Сочи)
- № 10-а — Черноморская гуманитарная академия
- № 11 — комплекс зданий, в которых располагаются отели сети Accor и Российский международный олимпийский университет. Начало XXI века
- № 17 — отель Hyatt Regency Sochi. Начало XXI века
- № 25 — Сочинское медицинское училище. Бывшее Реальное училище. Начало XX века. Памятник архитектуры регионального значения.
- № 27 — Черноморье (санаторий, Сочи)

## Улица пересекает
- Свободный переулок
- Морской переулок
- Улица Соколова